# Graham Joyce
Graham William Joyce (Keresley, 22 oktober 1954 - 9 september 2014) was een Britse leraar en schrijver van speculatieve fictie en dark fantasy. Hij won onder meer de World Fantasy Award en zes British Fantasy Awards voor zijn boeken en de O. Henry Award voor zijn korte verhaal An Ordinary Soldier of the Queen.

## Biografisch
Joyce debuteerde in 1991 met het fantasyboek Dreamside, over een groep studenten die experimenteert met lucide dromen. Hierna werd hij voltijd schrijver. Een jaar na zijn debuut bracht hij Dark Sister uit, over een vrouw die een oud dagboek vindt en zo in een wereld van magische krachten belandt. Hiervoor won hij zijn eerste British Fantasy Award.
Joyce was naast auteur ook van 1996 tot en met 2014 docent creatief schrijven aan de Nottingham Trent University. Zijn boeken worden geclassificeerd als uiteenlopend van fantasy, sciencefiction en horror tot mainstream, magisch realisme en soms als bestaand uit overlappende genres.
Zijn boek Memoirs of a Master Forger kwam in eerste instantie uit met de naam 'William Heaney' vermeld als auteur op de omslag. Dit is in werkelijkheid een pseudoniem van Joyce. William Heaney is ook de naam van het hoofdpersonage van (en de verteller in) het boek.

### Boeken
- 1991 - Dreamside
- 1992 - Dark Sister  (British Fantasy Award)
- 1993 - House of Lost Dreams
- 1995 - Requiem  (British Fantasy Award)
- 1996 - The Tooth Fairy  (British Fantasy Award)
- 1997 - The Stormwatcher
- 1997 - The Web: Spiderbite (young adult)
- 1999 - Indigo  (British Fantasy Award)
- 2001 - Smoking Poppy
- 2002 - The Facts of Life (World Fantasy Award)
- 2005 - The Limits of Enchantment
- 2005 - TWOC
- 2006 - Do the Creepy Thing[6]
- 2008 - Three Ways to Snog an Alien
- 2008 - Memoirs of a Master Forger  (British Fantasy Award)[7]
- 2009 - The Devil's Ladder
- 2010 - The Silent Land
- 2012 - Some Kind of Fairy Tale (British Fantasy Award)
- 2013 - The Year of the Ladybird[8]

### Verhalenbundels
- 2003 - Partial Eclipse and Other Stories
- 2005 - Black Dust & Other Tales of Interrupted Childhood
- 2014 - 25 Years in the Word Mines: The Best Short Fiction of Graham Joyce